# Tossal d'Isòvol
El Tossal d'Isòvol és una muntanya de 1.282 metres que es troba al municipi d'Isòvol, a la comarca de la Baixa Cerdanya.